# Ioan Curea
Ioan Curea (n. 30 martie 1901, Iertof – d. 2 martie 1977, Timișoara) a fost un astronom și seismolog român. A construit un seismograf orizontal, având un pendul de 540 kg și un amortizor de aer, înregistrarea datelor fiind mecanică. A stabilit o metodă nouă pentru a determina erorile periodice ale șuruburilor micrometrice. În urma cercetărilor sale a stabilit un procedeu de aproximare liniară pentru determinarea oscilațiilor solului în cutremure și a imaginat formule matematice noi pentru corecții diferențiale de refracție, de aberație sau paralaxă anuală. A dotat observatorul astronomic și stația seismografică din Timișoara cu aparatură de producție proprie și a construit planetariul din Timișoara.
A înființat mai multe publicații de specialitate: Bulletin seismique de la station seismique de l'Universite de Cluj (1940),  Bulletin seismique de la station de Timisoara (1943-1950), Observații seismometrice la stația seismografică a Institutului politehnic din Timișoara (1950-1977).

## Lucrări
- Stațiunea seismică a Observatorului  astronomic din Cluj (1940)
- Planetariul Universității din Timișoara (1965)
- Ecuatorialul Observatorului astronomic din Timișoara (1968)

### Articole
- Asupra unor unde seismice sinusoidale (1956)
- Un tip special de unde seismice sinusoidale (1960)
- Observations of the artificial satelites of the earth (1965)
- Studiul macroseismic al cutremurelor de pământ (1968)

## Distincții
În anul 1971 a fost decorat cu Ordinul Muncii cl. I.